# Großes Zittauer Fastentuch

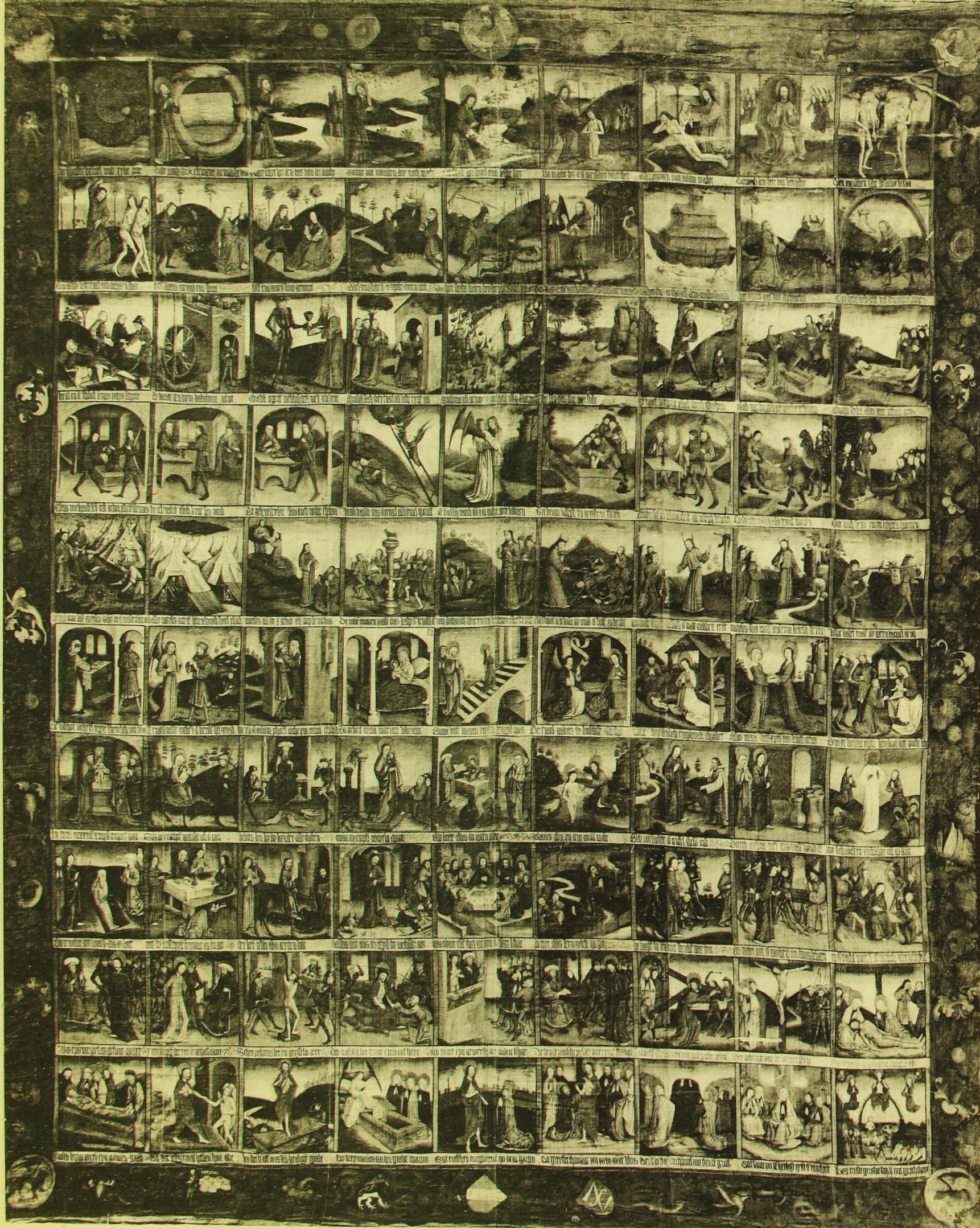
Großes Zittauer Fastentuch, Schwarzweiß-Fotografie 1907

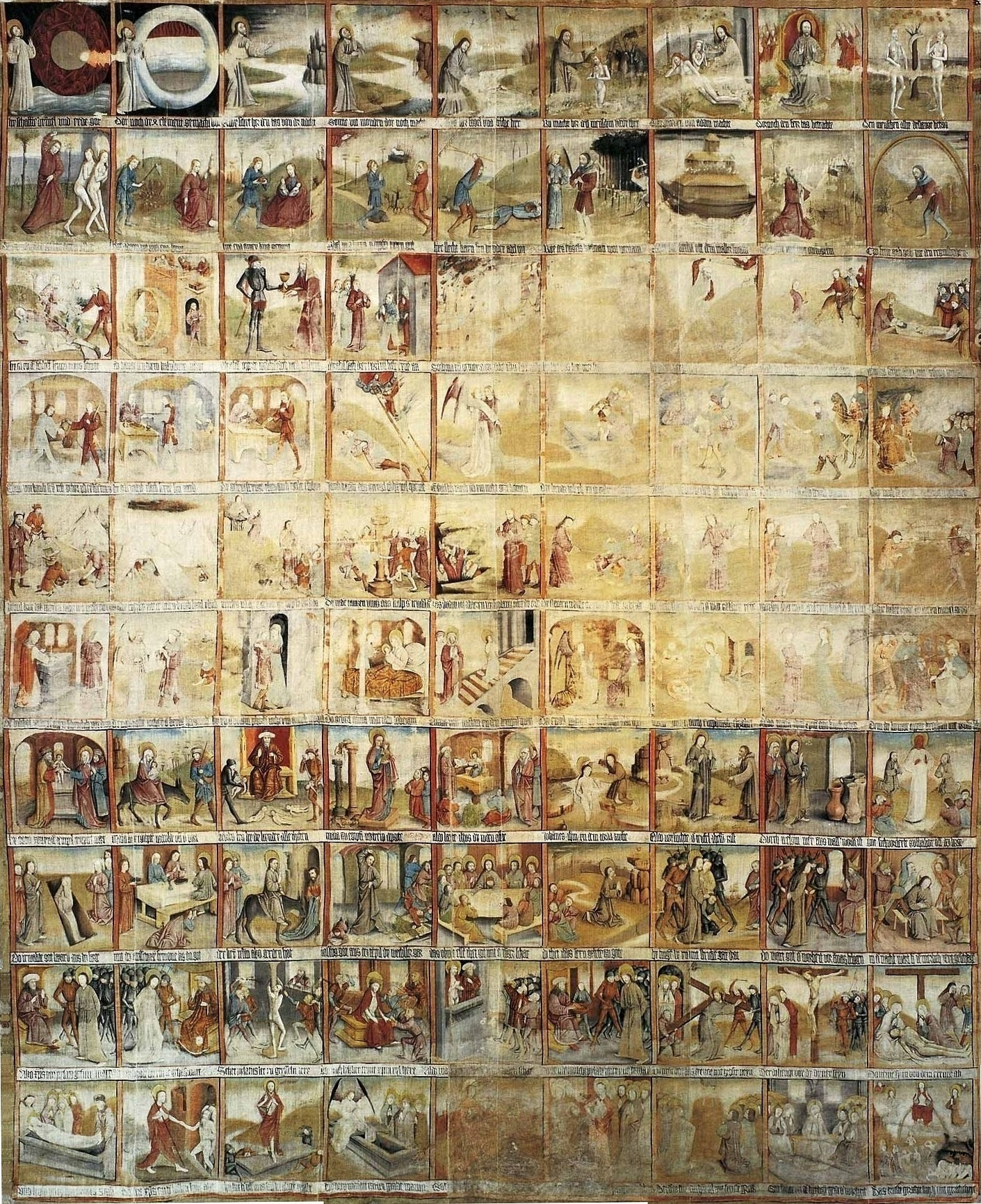
Heutiger Zustand

Das Große Zittauer Fastentuch ist das einzige erhaltene Fastentuch vom „Feldertyp“ in Deutschland und das drittgrößte bekannte Hungertuch weltweit.
Es wurde 1472 in Zittau angefertigt und befindet sich heute im dortigen Museum Kirche zum Heiligen Kreuz. Rund 100 Jahre jünger ist das Kleine Zittauer Fastentuch.

## Beschreibung
Das Fastentuch ist ein 8,20 m × 6,80 m (etwa 56 m²) großes Leinentuch. Es zeigt auf insgesamt 90 Feldern in 10 Reihen biblische Szenen aus dem Alten und Neuen Testament von der Schöpfung bis zum Jüngsten Gericht.
Die Darstellungen sind in Tempera aufgebracht („nasse Tüchleinmalerei“).

## Geschichte
Das Fastentuch wurde im Jahr 1472 von dem Gewürz- und Getreidehändler Jacob Gürtler gestiftet. Es war 200 Jahre lang in der St.-Johannis-Kirche im Gebrauch und trennte in der Fastenzeit den Altarraum von der Gemeinde. Hunderte Jahre war sein Verbleib ungeklärt, bis es 1840 in der Zittauer Ratsbibliothek wiedergefunden wurde. Von dort kam es 1842 nach Dresden und 1876 wieder zurück nach Zittau.
Kurz vor dem Ende des Zweiten Weltkrieges wurde es auf dem Oybin ausgelagert. 1945 zerschnitten sowjetische Soldaten das Tuch in vier Teile und dichteten damit eine provisorisch im Wald errichtete Sauna ab. Nach dem Abzug ließen sie es schließlich im Wald zurück. Erst Jahrzehnte später wurde es von Hermann Knobloch wiedergefunden und im Zittauer Museumsdepot unter Verschluss gehalten. Die Vorgänge über den Missbrauch des Tuches durch sowjetische Soldaten wurden verschwiegen.
In den Jahren 1994/95 restaurierte die Abegg-Stiftung aus Riggisberg in der Schweiz das zwar stark beschädigte, aber noch vollständig erhaltene Fastentuch unentgeltlich. Seit 1999 befindet es sich in der säkularisierten Kirche zum Heiligen Kreuz an einer vergleichbaren Stelle wie in der St.-Johannis-Kirche. Es wird dort in der größten Museumsvitrine der Welt aufbewahrt.
2015 erschien der Dokumentarfilm Fastentuch 1472 (93 Minuten) des Regisseurs Bernhard Sallmann.

## Bedeutung
Das Große Zittauer Fastentuch gehört mit dem Teppich von Bayeux zu den eindrucksvollsten Textilwerken der abendländischen Überlieferung und ist das einzig erhaltene Fastentuch des sogenannten bilderreichen Feldertyps in Deutschland.